# تاریخچه اربیل
تاریخ شهر اربیل قدیمی است و هنوز مشخص نیست که به چه زمانی بازمی‌گردد اما براساس روایات، تاریخچه آن به حدود (۶۰۰۰) سال قبل از میلاد مسیح بازمی‌گردد که سکونتگاهی آباد و تا به امروز ادامه دارد.

## قبل از میلاد مسیح
در سال‌های (۲۳۷۱ تا ۲۳۱۶ قبل از میلاد) برای تصاحب درآمد و ثروت منطقه، حملات سارگون اکدی به اربیل رسید و آن را تصرف کرد. بعدها از سال‌های ۲۱۵۰ تا ۲۰۵۰ قبل از میلاد، این شهر به پایگاه اصلی دولت گوتیک، یک ملت باستانی زاگرس تبدیل شد. از سال ۲۰۵۰ تا ۱۹۵۰ قبل از میلاد) تحت حکومت سلسله سوم امپراتوری اور سومری قرار گرفت. در سال ۱۶۰۰ قبل از میلاد) و بعداً تحت فرمانروایی کاشی‌ها که گمان می‌رود از اقوام کرد باستانی بوده‌اند، قرار گرفت. در همان زمان دولت آشور در شمال تأسیس شد و چندین قبیله دیگر مانند میتانی‌ها و خوریان در آن منطقه قدرت یافتند و در آشور، اربیل و کرکوک تحت حاکمیت دولت میتانی بودند.
از حکومت آشور از ۲۵۰۰ تا ۶۱۲ قبل از میلاد) اربیل در اوج پیشرفت و ترقی بود، سپس پایتخت مذهبی آشوریان و تاج و تخت الهه اشتر (اشتر اربیلا) معبد آشوری بود پیروزی و اشتر نینوا ایزدبانوی عشق و سرگرمی بود.
سال‌های (۷۰۵*۶۸۱ قبل از میلاد). پس از سارگون اکدی، پسرش سناخریب حاکم شد و از رودخانه باستور در ۲۰ کیلومتری شهر و قلعه اربیل که به چاه سناخریب معروف است آب می‌کشید. بعدها در سال ۶۱۲ قبل از میلاد) امپراتوری مادها تأسیس شد و اربیل بخشی از امپراتوری شد. پس از آن اربیل بخشی از امپراتوری هخامنشیان شد.
در سال ۳۳۱ قبل از میلاد، امپراتوری یونان به فرماندهی اسکندر مقدونی، داریوش، پادشاه هخامنشی را در نبرد اربیلا یا گوگاملا، در حدود ۱۰۰ کیلومتری غرب اربیل، در نزدیکی رودخانه گوملی در منطقه گورانتی از متصرفات آن فتح کرد. امپراتوری پس از مرگ اسکندر در ۳۲۳ قبل از میلاد) در بابل، اربیل (تمام عراق و سوریه) تحت فرمان سلوکی که از فرماندهان اسکندر بود، درآمد. در سال‌های (۱۴۸–۲۲۶ قبل از میلاد)، ایرانیان سلوکیان را که قبلاً بر اربیل حکومت می‌کردند، شکست دادند و یک کشور فدرال متشکل از چندین شاهنشاهی مانند رها (اورفا)، تدمر، شینگار، هزار (هاترا) و بعدها هادیاب (ادیابین) تأسیس کردند. مهم‌ترین شهر امپراتوری هادیاب این شاهزاده (میان دو رود تأسیس شد) امیر ایزات یکی از معروفترین شاهزادگان ایرانی بود که حق داشت تاج بلندی بر سر بگذارد و بر چهار ستون طلا بخوابد. در سال (۸۳ قبل از میلاد) اربیل در زمان تیگران شاه به مدت ۱۰ سال تحت کنترل ارتش ارمنستان قرار گرفت.

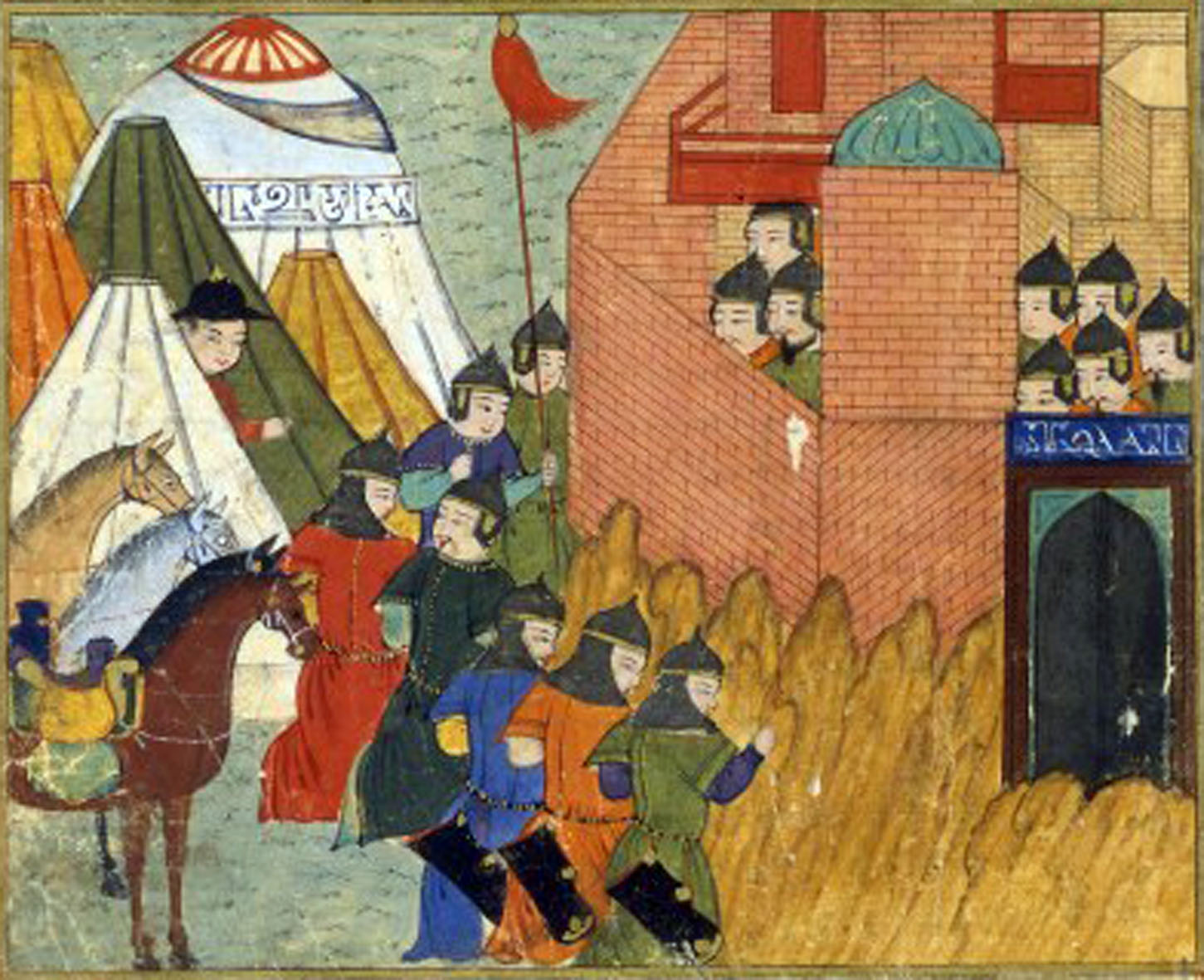
سال‌های ۱۹۵۸–۱۹۵۹ تصرف اربیل توسط ایلخانی‌های امپراتور مغول.

## بعد از میلاد و ظهور اسلام
در سال ۴۴ پس از میلاد، اربیل پایتخت ادیابین و ملکه هلن شد که یهودیت را ترویج کردند. پس از چندین حمله رومیان که مشهورترین آنها حمله شاه (کاراکولا) در سال (۲۱۶۷ میلادی) بود، اربیل اشغال شد و ایرانیان رانده و نابود شدند. سنگ دلی آن بادشاه تا حدی بود که مزار بادشاهان فارس‌ها را تخریب کرد. در سال (۲۲۶ میلادی) در روزگار (شاه اردشیر) ساسانیان، اربیل از مدینه مورد حمله قرار گرفت و اربیل به فرمانروایی ساسانیان درآمد. معبد زرتشتیان در آنجا ساخته شد.
در سال (۶۱۲ میلادی) با آمدن سپاه اسلام، ساسانیان مدائن، اربیل و بیشتر منطقه را ترک کردند. در سال (۱۶ هجری قمری) در زمان خلیفه جانشین عمر بن خطاب، سپاه اسلام به فرماندهی عقبه بن فرقاد وارد منطقه شد. در سال (۱۳۲ هجری قمری) در نزدیکی اربیل، در جنگ سرنوشت ساز زاب، عباسیان بر بنی امیه پیروز شدند و اربیل به فرمانروایی عباسیان درآمد. در زمان حکومت بویه در بغداد (۴۴۷*۳۳۳ هجری قمری) کردهای هزبانی توانستند شاهزاده‌ای مقتدر در اربیل تأسیس کنند که جایگاه شایسته خود را بازیافت و روابط تجاری محکمی با شاهزادگان همدان و اوقلی در موصل و سوریه داشت. این امپراتوری تا زمان ظهور عمادالدین زنگی در موصل در سال (۵۲۱ هجری قمری) ادامه داشت که توانست به این امپراتوری پایان دهد و تمام منطقه را تحت کنترل خود درآورد. در سال (۵۳۹هجری قمری/۱۱۴۴میلادی)، زن الدین علی کوچک پسر بکتاکین که به لطف عمادالدین زنگی والی موصل بود، توانست در اربیل و اطراف آن اصالتی مستقل به نام شهبانوی بکتیکی تأسیس کند. در سال (۵۶۳هجری قمری/۱۱۶۸میلادی) زن الدین علی کوچک درگذشت و کوچک‌ترین پسرش زن الدین یوسف جانشین وی شد و در سال (۵۶۸هجری قمری/۱۱۹۰میلادی) برادرش مظفرالدین گورگه بوری کوکبری فرمانروای امپراتوری اربیل به فرمانروایی میر مظفر اتابیگ امیر شد. قویترین و مشهورترین امارت اسلامی شد و بیشترین پیشرفت و پیشرفت علمی و شکوفایی و قدرت را داشت  با خواهر صلاح الدین رابعه خاتون ازدواج کرد و در زمان شاه مظفرالدین امارت اربیل به او رسید. قله و تمام منطقه شارزور به تصرف امارت درآمد. سلطان مظفر نیکوکار، عالم، عدالت‌خواه، خداترس و خدمتگزار بود و در زمان حکومت ایشان جشن میلاد پیامبر گرامی داشته می‌شد و شب‌ها تا سحر چراغ روشن می‌شد. اربیل رونق و پیشرفت زیادی به خود دیده‌است، اربیل در آن زمان در دوران طلایی خود بود. برجسته‌ترین آثار تاریخی آن دوره مناره چولی، مدرسه مظفری و بازارهای قیصریه در اربیل است.
پس از مرگ مظفرالدین کوکبری در سال (۶۳۰هجری قمری/۱۲۳۳میلادی)، امارت اربیل زیر سایه خلیفه مستنصر بلا عباسی بازگشت و در سال (۱۲۳۵میلادی) لشکری به فرماندهی ابوفاضل اقبال شرابی برای اشغال اربیل فرستاد. اربیل در زمان سلطنت مظفرالدین و پس از مرگ وی مورد حمله مغول‌ها قرار گرفت. پس از سقوط امپراتوری عباسیان به دست مغول‌ها در سال (۶۵۶هجری قمری/۱۲۵۸میلادی)، اربیل تحت سلطه مغولان درآمد. در سال ۱۳۳۷ شمسی تحت حکومت مغولان ایلخانی و بعداً جلایری‌ها قرار گرفت. سپس تحت حاکمیت حاکمان قراقویونلو (که در پرچمشان تصویر بره سیاه بود) و سپس در سال (۱۴۱۰ میلادی) تحت حکومت ایالت آق قویونلو (خدای پرچم بره سفید) قرار گرفت.
در سال ۱۵۰۸ پس از میلاد، تحت فرمانروایی صفویان قرار گرفت تا اینکه ارتش ایران توسط ارتش سلطان سلیم دوم شکست خورد. در سال ۱۵۱۴ پس از نبرد چالدران و پیروزی ارتش سلطان سلیم دوم، اربیل و سپس کل عراق تحت سلطه امپراتوری عثمانی قرار گرفت. حکومت اربیل به دستور سلطان عثمانی به میرحسین دسنی امیر شیخان واگذار شد. بعدها شاهزادگان سوران حاکم شدند. پس از سال ۱۸۸۱ در زمان سلطان عبدالمجید، اربیل در استان موصل تیپ شد و اولین شهرداری در آنجا ایجاد شد و ترکی عثمانی زبان رسمی نهادهای دولتی شد. این مناطق تا سال ۱۹۱۷ میلادی تحت سلطه عثمانیان باقی ماندند.

## تاریخ جدید

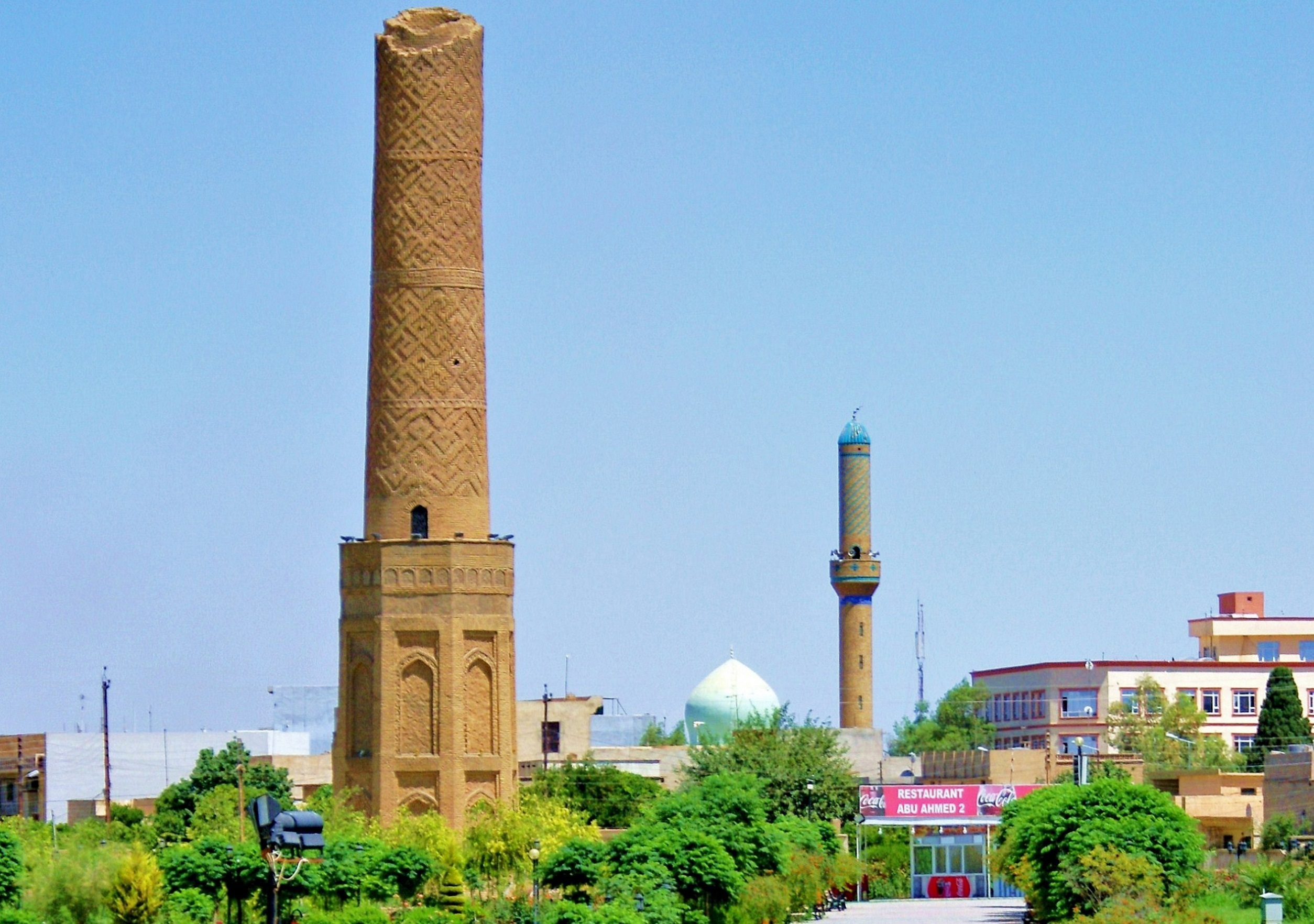
مناره قدیمی اربیل

اربیل در دوره عثمانی، ناحیه ای زیر نظر تیپ موصل بود، اما پس از ناپدید شدن آنها و ورود انگلیسی‌ها به منطقه، شکل فرمانداری موسسات تغییر کرده و نوع جدیدی از اداره به وجود آمد. بدیهی است که اربیل رهبر این تغییرات بود، در زمان بریتانیا، فرمانداران سیاسی در تیپ‌ها کار می‌کردند، دستیاران قاضی سیاسی در ولسوالی‌ها منصوب می‌شدند. WRH، افسر انگلیسی، اولین دستیار قاضی سیاسی در اربیل بود. قاضی سیاسی این شهر در کتاب «دو سال در کردستان» به استان شدن اربیل در اول نوامبر ۱۹۱۹ اشاره می‌کند. بر اساس این کتاب WRH اولین فرماندار اربیل پس از ناپدید شدن حکومت عثمانی بود اما پس از شکل‌گیری از کشور عراق و الحاق کردستان به عراق، مردم شهر یا عراقی‌ها این رتبه را دریافت کردند.
پس از آغاز جنگ جهانی اول و معاهده سایکس پیکو، در بهار ۱۹۱۶، نیروهای روسی به فرماندهی ستوان پاراشوف از طریق خانقین و ارومیه راوندز را اشغال کردند تا بغداد را اشغال کنند. سپس به دلیل وقوع انقلاب اکتبر در روسیه از منطقه خارج شدند. در سال ۱۹۱۸ پس از اشغال بغداد توسط بریتانیا، اربیل تحت سلطه بریتانیا درآمد و کاپیتان هی فرماندار اربیل شد. اما راوندز دوباره به دست نیروهای عثمانی افتاد و به مدت دو سال پایگاه نظامی یک افسر ترک به نام اوزدمیر بود. در سال ۱۹۲۱ پس از تشکیل دولت عراق و الحاق جنوب کردستان به ایالت عراق، اربیل به شهرداری تبدیل شد و احمدا فندی عثمان اولین فرماندار اربیل بود. شهرداری اربیل در سال ۱۸۵۸ تأسیس شد و اولین شهردار آن حاجی احمد آقا عبدالوهاب بود.
در سال ۱۹۱۸ ارتش بریتانیا وارد اربیل شد. در سال ۱۹۲۵ اربیل تحت نظارت قضایی بغداد قرار گرفت و در سال ۱۹۷۴ اربیل پایتخت کردستان شد. اربیل در سال ۱۹۹۱ پس از شکست رژیم بعث و خروج از کردستان، پایتخت کردستان عراق شد. اربیل در سال ۲۰۱۴ به پایتخت گردشگری کشورهای عربی تبدیل شد و مردم از سراسر جهان برای گردشگری و تجارت به اربیل می‌آیند.